# 圣凯瑟琳教堂 (吕贝克)

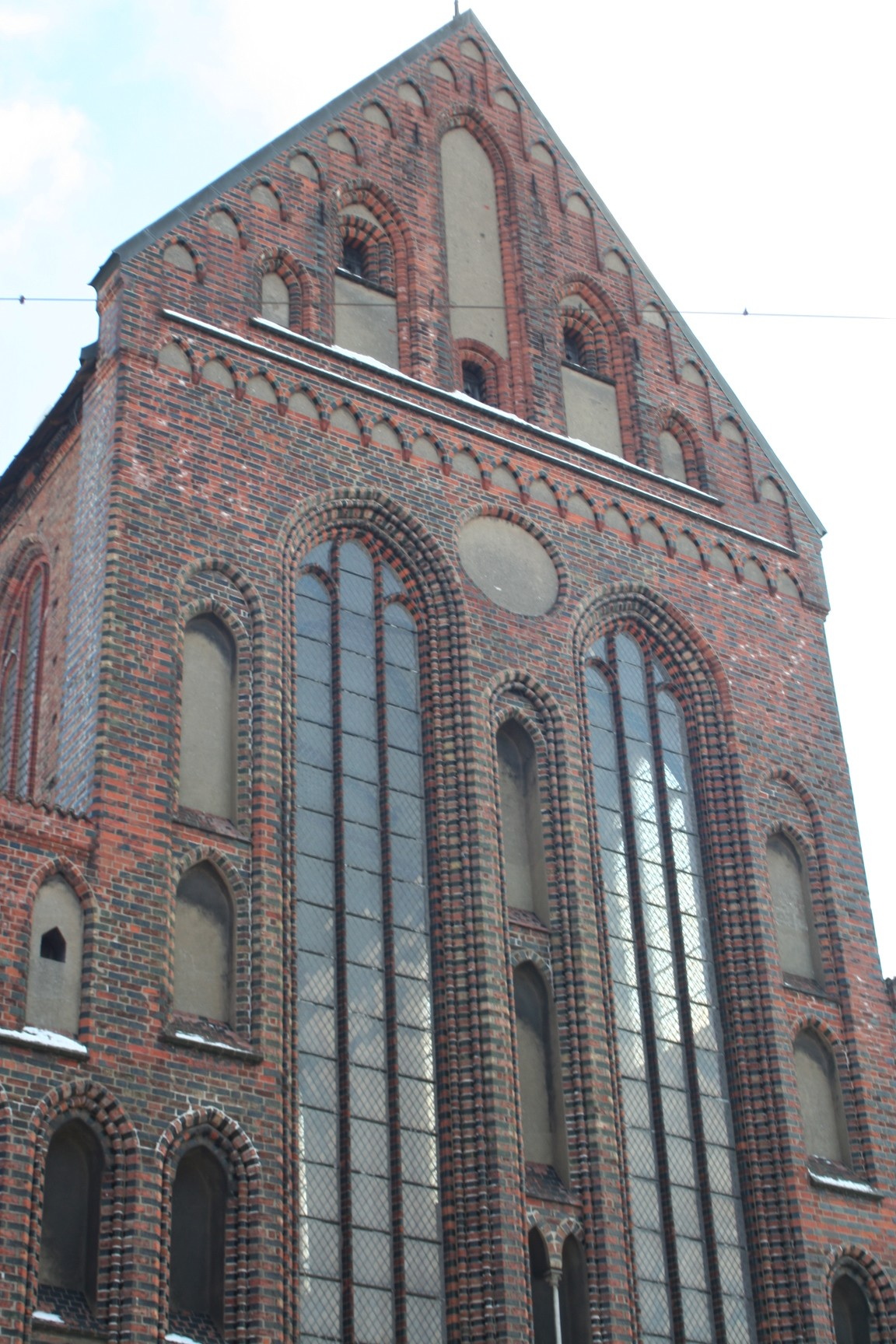
圣凯瑟琳教堂

53°52′09″N 10°41′22″E / 53.86917°N 10.68944°E
圣凯瑟琳教堂（德語：Katharinenkirche）是德国北部城市吕贝克的一座砖砌哥特式教堂，曾是一座方济各会修道院，以圣凯瑟琳命名。这座教堂建于14世纪初。它属于吕贝克世界遗产的一部分，自1980年以来被吕贝克博物馆作为博物馆教堂和展览大厅使用。
展览内容包括伯恩特·诺特克为位于斯德哥尔摩老城的斯德哥尔摩大教堂所作的《圣乔治与龙》的复制品，一块墓志铭是戈弗雷·内勒纪念他父亲的作品，另一块是丁托列托的作品，拉撒路复活。
一些从前的祭坛，如赫尔曼·罗德的路加祭坛，永久陈列在圣亚纳博物馆。
立面装饰着20世纪由恩斯特·巴拉赫和格哈德·马克斯雕刻的烧结砖。

## 墓葬
- 约翰·亚当·赖因肯（德语：Johann Adam Reincken）